# Mulu (hudební skupina)
Mulu bylo britské triphopové duo, které působilo ve druhé polovině 90. let 20. století. Vydali jedno album, Smiles Like a Shark, které vyšlo 4. srpna 1997. Duo se skládalo ze zpěvačky Laury Campbell a producenta Alana Edmundse. Ten také tvořil remixy pro Utah Saints, Fluke, Björk, Heaven 17, Elbow, The Kills, Moloko, Mellow, Spandau Ballet, OMD, Shirley Bassey.
Z alby vyšly tři singly: "Filmstar", "Pussycat" a "Desire". "Pussycat" byla vyhlášena nahrávkou týdne v pořadu Marka a Larda na BBC Radio One, a dosáhla na 50. místo v UK Singles Chart.